# El Bierzo

Flagge des Bierzo

Das Bierzo ist eine Landschaft in der Autonomen Gemeinschaft Kastilien-León im Nordwesten Spaniens. Die gleichnamige Comarca umfasst den äußerst westlichen Teil der Provinz León, grenzt im Norden an die Region Asturien und im Westen an die Region Galicien. Das Gebiet umfasst eine Fläche von 2.828 km², in dem 134.738 Einwohnern leben (Stand 2007), davon etwa die Hälfte in der Hauptstadt Ponferrada. Das Bierzo ist auch bekannt als Weinbaugebiet.

## Geografische Lage
Das Bierzo ist ein tektonisches Becken, das auf etwa 500 m Höhe liegt und von ca. 2000 m hohen Gebirgszügen umgeben ist. Diese trennen es im Nordwesten mit der Sierra de Caurel und der Sierra de los Ancares von Galicien, im Norden mit der kantabrischen Gebirgskette und der Sierra de Gistredo von Asturien, im Nordosten mit den Montes des León vom Rest der Provinz und im Süden und Südosten mit den Montes Aquilanos und der Sierra de Pobladura von der Provinz Zamora und der leonesischen Region La Cabrera. Hauptfluss des Bierzo ist der nach Galicien abfließende Sil.
Dabei sind drei Regionen zu unterscheiden:
- Bierzo del Este: Region östlich von Ponferrada am Río Boeza um Bembibre
- Bierzo Alto: Region nördlich von Ponferrada
- Bierzo Bajo: Region um Ponferrada und Carracedelo

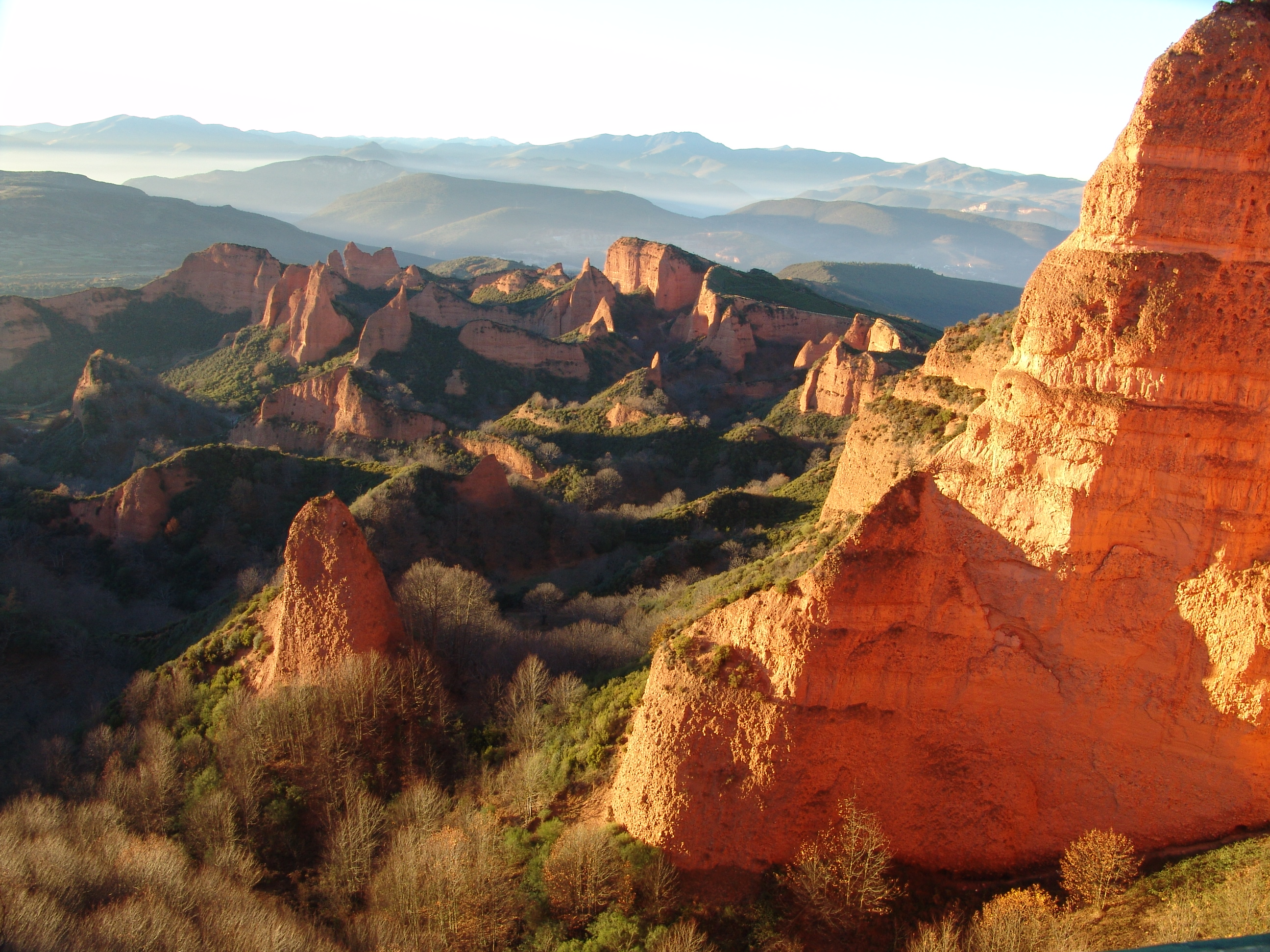
Las Médulas – offengelassene Bergbaulandschaft der römischen Goldminen

## Bevölkerung
Wegen der geografischen Isolierung bis zum Ende der 60er Jahre haben die „Bercianos“ ihre eigenen Dialekte, ihre Kultur, Essgewohnheiten und auch politische Einstellungen nicht abgelegt.
Sie fühlen sich weder als Galicier, Asturianer und auch nicht als Bürger der leonesischen Nordmeseta.
Die traditionellen dialektalen Sprechweisen des Bierzo werden im Westen (um Villafranca) zum Galicischen, im Osten hingegen zum Leonesischen gezählt. Die junge Bevölkerung spricht jedoch vorwiegend Kastilisch, die spanische Nationalsprache.

## Gemeinden
| Gemeinde                 | Einwohner (2024) | Fläche km² | Dichte Einw./km² | Cod INE | Postleitzahl |
| ------------------------ | ---------------- | ---------- | ---------------- | ------- | ------------ |
| Arganza                  | 805              | 39,99      | 20               | 24007   | 24546        |
| Balboa                   | 263              | 51,04      | 5                | 24009   | 24525        |
| Barjas                   | 145              | 57,63      | 3                | 24011   | 24521        |
| Bembibre                 | 8.158            | 63,41      | 129              | 24014   | 24300        |
| Berlanga del Bierzo      | 322              | 27,89      | 12               | 24019   | 24438        |
| Borrenes                 | 303              | 36,38      | 8                | 24022   | 24443        |
| Cabañas Raras            | 1.302            | 19,11      | 68               | 24027   | 24412        |
| Cacabelos                | 4.735            | 32,66      | 145              | 24030   | 24540        |
| Camponaraya              | 4.104            | 29,13      | 141              | 24034   | 24410        |
| Candín                   | 275              | 139,62     | 2                | 24036   | 24433        |
| Carracedelo              | 3.423            | 32,43      | 106              | 24038   | 24549        |
| Carucedo                 | 483              | 35,00      | 14               | 24041   | 24442        |
| Castropodame             | 1.574            | 59,60      | 26               | 24049   | 24314        |
| Congosto                 | 1.425            | 36,81      | 39               | 24057   | 24398        |
| Corullón                 | 819              | 78,27      | 10               | 24059   | 24514        |
| Cubillos del Sil         | 1.719            | 53,41      | 32               | 24064   | 24492        |
| Fabero                   | 4.061            | 54,47      | 75               | 24070   | 24420        |
| Folgoso de la Ribera     | 982              | 69,24      | 14               | 24071   | 24311        |
| Igüeña                   | 1.049            | 206,11     | 5                | 24083   | 24312        |
| Molinaseca               | 872              | 79,63      | 11               | 24100   | 24398, 24413 |
| Noceda del Bierzo        | 605              | 72,14      | 8                | 24102   | 24319        |
| Oencia                   | 277              | 97,74      | 3                | 24103   | 24566        |
| Páramo del Sil           | 1.169            | 190,17     | 6                | 24110   | 24470        |
| Peranzanes               | 271              | 117,54     | 2                | 24112   | 24429        |
| Ponferrada               | 62.994           | 283,17     | 222              | 24115   | 24401–24404  |
| Priaranza del Bierzo     | 699              | 33,69      | 21               | 24119   | 24448        |
| Puente de Domingo Flórez | 1.385            | 59,18      | 23               | 24122   | 24380        |
| Sancedo                  | 528              | 31,00      | 17               | 24143   | 24439        |
| Sobrado                  | 282              | 40,94      | 7                | 24165   | 24567        |
| Toral de los Vados       | 1.753            | 24,13      | 73               | 24206   | 24560        |
| Toreno                   | 2.855            | 103,53     | 28               | 24169   | 24450        |
| Torre del Bierzo         | 1.968            | 119,32     | 16               | 24170   | 24370        |
| Trabadelo                | 319              | 69,69      | 5                | 24171   | 24523        |
| Vega de Espinareda       | 2.007            | 132,01     | 15               | 24196   | 24430        |
| Vega de Valcarce         | 552              | 69,31      | 8                | 24198   | 24520        |
| Villafranca del Bierzo   | 2.659            | 177,37     | 15               | 24209   | 24500        |
| Comarca El Bierzo        | 117.142          | 2.822,76   | 41               | –       | –            |

## Klima und Vegetation
Das Bierzo hat ein eigenes Mikroklima. Hier vermischen sich das nordwestliche Seeklima von Galicien und Asturien mit dem kontinentalen Klima der nördlichen Meseta, die umgebenden Bergketten halten kalte Winde ab. Folge davon ist ein exzellentes Wachstum von Obst, Gemüse und Wein.

## Bewässerung
Das ganze Becken wird durch den Rio Sil, der später in den Rio Miño mündet und in den Atlantischen Ozean abfließt, gespeist. Seine wichtigsten Zuflüsse sind:
- Rio Burbia (Sierra de los Ancares)
- Rio Cúa (Valle de Fornela, El Cuadro)
- Rio Boeza (Sierra de Gistredo)

Der Barcena-Stausee oberhalb Ponferradas speist ein ausgedehntes und effektives Bewässerungssystem, das speziell die wichtigen Ernten des unteren Bierzos garantiert.

## Wirtschaft
Bis vor wenigen Jahren prägte vor allem der Abbau hochwertiger Anthrazitkohle mit den Zentren Fabero, Toreno, Bembibre und Brañuelas die Wirtschaft. Damit verbunden war Metallverhüttung und die Elektrizitätswirtschaft mit dem 1944 gegründeten Kohlekraftwerk Compostilla nordöstlich von Ponferrada. Wie überall in Europa nahm dieser Sektor aber ständig ab. Viele Kleinzechen mussten schließen und einer großen Tagebauanlage nördlich von Fabero weichen. Von weiterer Wichtigkeit ist der Schieferabbau in der Nähe von Puente de Domingo Florez sowie die Zementindustrie in Toral de los Vados und die Glasherstellung in Camponaraya.

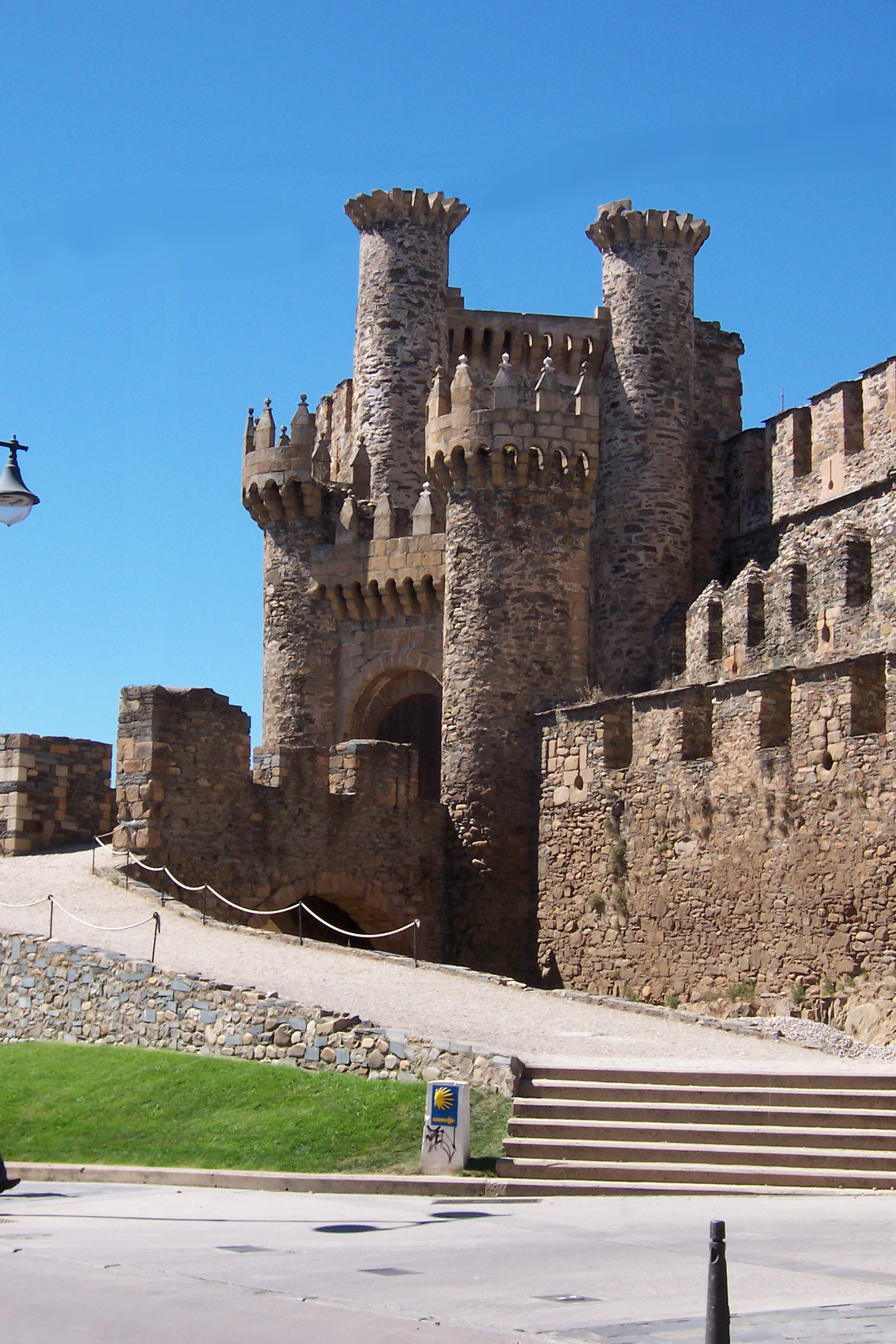
Die sogenannte Templerburg in Ponferrada

Daneben existiert ein weites Netz kleiner und mittelständischer Industriebetriebe. Auch der Dienstleistungssektor nimmt wie überall im Land zu, Zentrum ist dabei Ponferrada.
Die Landwirtschaft ist durch den Anbau von Wein, Obst, Paprika und Tomaten sowie der Fleischerzeugung (Paprikawurst, Salami und Schinken) geprägt.
Zentren des Anbaus und der Vermarktung von Rotwein aus der Appellation Bierzo sind Cacabelos, Villafranca del Bierzo, Camponaraya und Cabañas Raras. Wichtigste Rebsorte ist die Mencía-Traube.

## Städte und Sehenswürdigkeiten
Hauptsehenswürdigkeit ist die Goldminenanlage der Römer Las Médulas in der Nähe von Carucedo südwestlich von Ponferrada. Sie wurde zum Weltkulturerbe erklärt. Daneben sind die mozarabischen Kirchen Santiago de Peñalba und Santo Tomás de las Ollas aus dem 8. Jahrh., die alte Schmiede in Compludo sowie die riesige Templerburgruine in Ponferrada zu nennen.
Villafranca del Bierzo bietet als früher wichtige Pilgerstadt viele Kunstschätze wie z. B. die Gnadenpforte Puerta de Perdon, die Stiftskirche La Colegiata etc.

## Tourismus
Das Bierzo war überwiegend eine Durchreisestation auf dem Weg nach Galicien. Der Jakobsweg durchkreuzt die Region von Nordosten nach Südwesten. Stationen sind der Rabanalpass, El Acebo, Molinaseca, Ponferrada, Camponaraya, Cacabelos und schließlich Villafranca del Bierzo mit dem Valcarce.